# Newham (Ellingham)
Newham – przysiółek w Anglii, w Northumberland, w dystrykcie (unitary authority) Northumberland, w civil parish Ellingham. Leży 14.7 km od miasta Alnwick, 64.5 km od miasta Newcastle upon Tyne i 462 km od Londynu. W 1951 roku civil parish liczyła 111 mieszkańców.